# Elisabeth Walther (Politikerin)
Elisabeth Walther (* 9. Juli 1926 in Breslau; † 13. März 2020) war eine deutsche Managerin und Mitglied des ZK der SED. Sie war zunächst ab 1962 Werkleiterin des VEB ESDA-Strumpfwerke in Auerbach im Erzgebirge. Von 1965 an war sie Direktorin der VEB Vereinigte Strumpfwerke ESDA mit Sitz in Thalheim/Erzgeb., welche 1970 im VEB Strumpfkombinat ESDA Thalheim aufgingen. Walther leitete dieses Kombinat von 1970 bis 1979 als Generaldirektorin.

## Werdegang
Elisabeth Walther wurde 1926 als Elisabeth Pohl in der schlesischen Metropole Breslau als Tochter eines Kaufmanns geboren. Nach der Volksschule absolvierte sie eine Lehre als Bürogehilfin. Sie beantragte am 18. Januar 1944 die Aufnahme in die NSDAP und wurde zum 20. April desselben Jahres aufgenommen (Mitgliedsnummer 9.760.649). Wohl 1944 wurde Walther für den Reichsarbeitsdienst dienstverpflichtet. Als der Krieg in die Nähe von Breslau kam, wurde Walther im Januar 1945 nach Dresden zur Deutschen Reichsbahn versetzt. In Dresden erlebte sie die schweren Luftangriffe vom 13. und 14. Februar 1945 hautnah mit. Danach erfolgten Versetzungen durch den Reichsarbeitsdienst ins erzgebirgische Gelenau und schließlich nach Auerbach im Erzgebirge, wo Walther das Kriegsende erlebte. In der dort ansässigen Arwa-Feinstrumpffabrik fand sie nach Kriegsende zunächst eine Anstellung als Repassiererin und qualifizierte sich schnell zur Textiltechnikerin. Das Arwa-Stammwerk sollte fortan Walthers beruflichen Werdegang nachhaltig prägen. 1946 gelang es ihr, ihre Eltern ins Erzgebirge nachzuholen. Walther wurde Mitglied der SED und wechselte beruflich zur Einheitsgewerkschaft FDGB, für die sie zunächst wieder im Büro tätig war. Einige Zeit später wurde sie Mitarbeiterin im Landesvorstand Sachsen der IG Textil-Bekleidung-Leder. Die Gewerkschaft schickte Walther 1949 zunächst vorbereitend auf die Leipziger Landesgewerkschaftsschule, anschließend studierte sie an der Chemnitzer Textilschule Textilingenieurin.
Nach der Geburt ihrer Tochter 1951 kehrte Walther in das nunmehr in VEB ESDA-Strumpfwerke Auerbach benannte Werk als Ingenieurin zurück und arbeitete sich in der Werkshierarchie nach oben, so dass ihr im Jahr 1962 die Leitung der Auerbacher Esda-Strumpfwerke übertragen wurde. Da dieser Betrieb mit seinen Strumpferzeugnissen republikweite Bedeutung hatte und auch im Exportbereich für die DDR-Wirtschaft wichtig war, erfuhr Walter in der Folgezeit auch eine politische Aufwertung. Sie wurde sofort nach ihrer Amtsübernahme als Kandidatin in die SED-Bezirksleitung Karl-Marx-Stadt kooptiert, der sie bis 1964 angehörte. Auf dem VI. SED-Parteitag 1963 wurde Walther als Kandidatin in das Zentralkomitee der SED gewählt. 1965 erweiterte sich Walthers beruflicher Verantwortungsbereich. Die bislang selbstständigen Betriebe VEB Vereinigte Strumpfwerke Esda in Auerbach/E., VEB Feinstrumpfwerke Oberlungwitz in Oberlungwitz und VEB Feinstrumpfwerke „3 Tannen“ in Thalheim wurden in den VEB Vereinigte Feinstrumpfwerke Thalheim zusammengeschlossen. Zum 1. Juni 1966 erfolgte die Änderung des Betriebsnamens in VEB Feinstrumpfwerke Esda, Thalheim. In Vorbereitung neuerer größerer Leitungsaufgaben absolvierte Walther 1969 einen mehrwöchigen Lehrgang am Zentralinstitut für sozialistische Wirtschaftsführung des ZK der SED in Rahnsdorf, um auf die Führung eines Kombinates vorbereitet zu werden.
Zum 1. Januar 1970 ging der Betrieb, den sie bis dahin geleitet hatte, im neu gegründeten VEB Strumpfkombinat Esda Thalheim auf und fungierte als dessen Stammbetrieb. Generaldirektorin dieses Strumpfkombinates wurde Elisabeth Walther, ihr unterstanden damit nunmehr alle Strumpfbetriebe in der DDR mit ca. 16.000 Beschäftigten. Dementsprechend wurde Walther auf dem VIII. SED-Parteitag 1971 als Mitglied des ZK der SED gewählt, dem sie bis 1981 angehörte. Das Kombinat führte Walther bis 1979, danach wurde sie von Roland Ziegenhals abgelöst. In der Folgezeit wechselte Walther nach Lößnitz, wo sie bis 1983 als Abteilungsleiterin für Kader und Bildung im 1980 neugeschaffenen VEB Kombinat Oberbekleidung Lößnitz tätig war. Aus gesundheitlichen Gründen ging Walther bereits drei Jahre vor Eintritt in das damals gesetzliche Rentenalter in den Ruhestand.
Sie lebte mit ihrer Tochter und dem Enkel in einem Haus in Auerbach.

## Ehrungen
- 1964 Clara-Zetkin-Medaille[4]
- 1974 Banner der Arbeit Stufe I[5]